# Symphony: Live in Vienna
Symphony: Live in Vienna es un concerto en vivo de Sarah Brightman, inspirado por su álbum de estudio Symphony. Este concierto estaba originalmente disponible solo por Pay per view en la televisión estadounidense.
El concierto de 75 minutos fue grabado el 16 de enero de 2008 en Stephansdom (Catedral de San Esteban) en Viena. La audiencia consistía en un pequeño grupo de invitados especiales y miembros del Fan Area de la página oficial de Brightman. 
Grabado en un sonido envolvente 5.1, el DVD contiene una galería de fotos y dos entrevistas, la una de Brightman concerniente a la producción; y la otra con Anthony Faber y Elisabeth Lloyd-Davis acerca de la historia de la catedral.   
El paquete de CD/DVD también contiene un bonus exclusivo: una grabación en estudio de "Vide Cor Meum" compuesta por Patrick Cassidy. 
El CD y el paquete CD/DVD fueron lanzados el 10 de marzo de 2009. 

## Lista de canciones
| N.º | Título | Duración |  |